# Institut National de la Santé et de la Recherche Médicale
Institut National de la Santé et de la Recherche Médicale — INSERM (em português: Instituto Nacional de Pesquisa Médica e de Saúde) é a única organização pública francesa exclusivamente dedicada à pesquisa biológica, médica e de saúde pública.
A INSERM é uma instituição pública criada em 1964 tendo em sua força de trabalho  cientistas e técnicos atuando sob a direção do Ministério da Saúde e do Ministério da Pesquisa da França.
Possui oito institutos temáticos:
- Neurosciences, neurologie, psychiatrie (Neurociência, neurologia e psiquiatria);
- Génétique et développement (Genética e desenvolvimento);
- Cancer (Câncer);
- Maladies infectieuses (Doenças contagiosas);
- Circulation, métabolisme, nutrition (Circulação, metabolismo e nutrição);
- Immunologie, hématologie, pneumologie (Imunologia, hematologia e pneumologia);
- Santé publique (Saúde pública);
- Technologies pour la santé (Tecnologias de saúde).